# 第百八号哨戒艇
| 画像をアップロード |                                                                               |
| 艦歴               |                                                                               |
| 起工               |                                                                               |
| 進水               |                                                                               |
| 竣工               | 1930年（オランダ）                                                            |
| 就役               | 1944年1月31日（日本海軍）                                                     |
| 喪失               | 1945年3月28日戦没                                                             |
| 除籍               | 1945年5月10日                                                                 |
| 性能諸元           |                                                                               |
| 排水量             | 基準：795トン                                                                 |
| 全長               | 70.15m                                                                        |
| 水線長             | 66.5m                                                                         |
| 全幅               | 7.95m                                                                         |
| 吃水               | 2.80m                                                                         |
| 機関               | レシプロエンジン 2基2軸 3,350馬力                                             |
| 燃料               | 重油                                                                          |
| 速力               | 15ノット                                                                      |
| 航続距離           |                                                                               |
| 乗員               | 定員105名                                                                     |
| 兵装               | 8cm単装高角砲 1基 13mm単装機銃 2基 25mm単装機銃 4基 25mm連装機銃 2基 爆雷48発 |
| 同型艇             | 2隻                                                                           |

第百八号哨戒艇（だいひゃくはちごうしょうかいてい）とは大日本帝国海軍の鹵獲艦艇の一つ。元はオランダ領東インド政府の哨戒艇「Arend（アーレンド）」。

## 概要
1942年（昭和17年）3月1日バタビアで自沈。浮揚後、スラバヤの第百二海軍工作部が修理して哨戒艇とした。本艇の前身アーレンドと第百四号哨戒艇の前身ファルクは姉妹艇である。

## 艇歴
- 1930年（昭和5年） オランダのフィジェノルド造船所で竣工。
- 1942年（昭和17年）3月1日 ジャワ島タンジュンプリオク港沖で自沈、スラバヤの第百二海軍工作部が浮揚整備にあたる。
- 1944年（昭和19年）7月31日 第百八号哨戒艇と命名[2]、哨戒艇に類別[3]、本籍を舞鶴鎮守府に定められる[4]。第二南遣艦隊第二十二特別根拠地隊に編入[5]。
  - 10月12日 整備完成[6]。
- 1945年（昭和20年）3月28日 セレベス沖でアメリカ艦上機の攻撃により沈没。
  - 5月10日 帝国哨戒艇籍から除かれる[7]。

第百八号哨戒艇長
1. 山田満 大尉/少佐：1944年7月31日[8] - 1945年5月10日[9]